# Bill Smitrovich

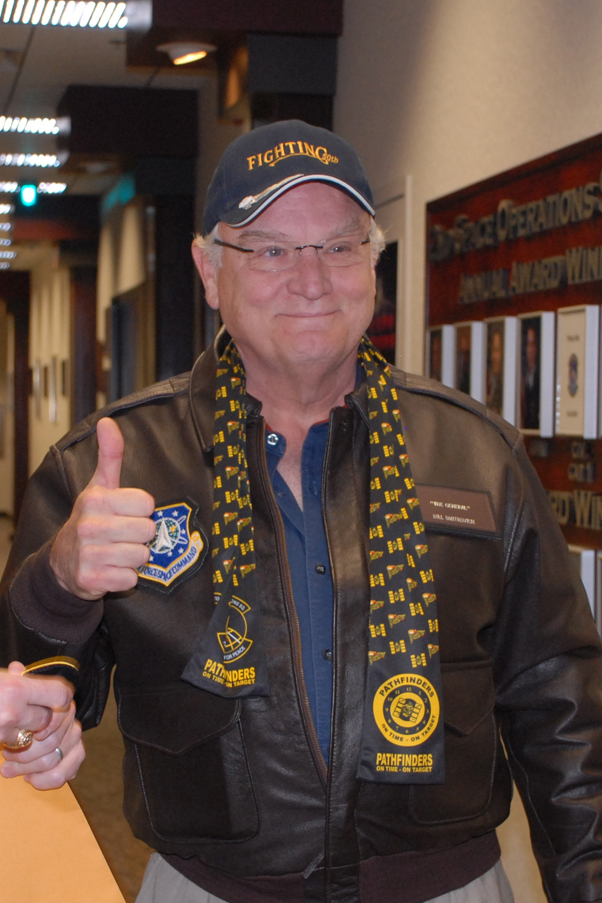
Bill Smitrovich

Bill Smitrovich (* 16. Mai 1947 in Bridgeport, Connecticut, USA) ist ein US-amerikanischer Schauspieler.
Bill Smitrovich übernahm seit den 1980er Jahren zahlreiche Rollen in Fernsehserien, etwa die des Inspector Danny Krycheck in der Serie Crime Story. Auch in frühen Folgen der Serie Miami Vice ist er als Lieutenant Scott Wheeler zu sehen. Er wirkte in allen Folgen der Serie Alles Okay, Corky? von 1989 bis 1993 mit. In den Jahren 1996 und 1997 spielte er in der Serie Millennium – Fürchte deinen Nächsten wie Dich selbst mit.
Hinzu kommen zahlreiche Gastauftritte in Serien und Fernsehfilmen, wie zum Beispiel in Star Trek: Deep Space Nine, 24, Numbers – Die Logik des Verbrechens, New York Cops – NYPD Blue, Law & Order. Seit den 1990er Jahren wirkt Smitrovich auch in Hollywood-Spielfilmproduktionen mit, wie beispielsweise 2008 in der Marvel-Comics-Verfilmung Iron Man.

## Filmografie (Auswahl)
- 1982: Muggable Mary, Street Cop (Fernsehfilm)
- 1982: Der verführte Mann (A Little Sex)
- 1983: An einem Morgen im Mai (Without a Trace)
- 1984: Miami Vice (Fernsehserie, 2 Folgen)
- 1984: Splash – Eine Jungfrau am Haken (Splash)
- 1985: Der Werwolf von Tarker Mills (Silver Bullet)
- 1985: The Beniker Gang
- 1986: Manhunter – Roter Drache (Manhunter)
- 1986–1988: Crime Story (Fernsehserie, 28 Folgen)
- 1989: Renegades – Auf eigene Faust (Renegades)
- 1989: Ninas Alibi (Her Alibi)
- 1989–1993: Alles Okay, Corky? (Life Goes On, Fernsehserie, alle Folgen)
- 1990: Nichts ist irrer als die Wahrheit (Crazy People)
- 1994–2005: New York Cops – NYPD Blue (NYPD Blue, Fernsehserie, 2 Folgen)
- 1995: Gegen die Zeit (Nick of Time)
- 1995: Star Trek: Deep Space Nine (Fernsehserie, 2 Folgen)
- 1996: Das Attentat (Ghosts of Mississippi)
- 1996: Der große Stromausfall – Eine Stadt im Ausnahmezustand (The Trigger Effect)
- 1996: Independence Day
- 1996–1997: Millennium – Fürchte deinen Nächsten wie Dich selbst (Millennium, Fernsehserie, 11 Folgen)
- 1997: Air Force One
- 1998: Futuresport (Fernsehfilm)
- 1998: Mr. Murder – Er wird dich finden … (Mr. Murder)
- 1999: Breaking Out (Around The Fire)
- 2000: Thirteen Days
- 2003: The Reagans (Fernsehfilm)
- 2005: Numbers – Die Logik des Verbrechens (Numb3rs, Fernsehserie, Folge 1x12 Noisy Edge)
- 2005: 24 (Fernsehserie, Folge 4x12 Day 4: 6:00 p.m.-7:00 p.m.)
- 2006: Law & Order (Fernsehserie, Folge 16x12 Family Friend)
- 2006: Heavens Fall
- 2006: Spiel auf Bewährung (Gridiron Gang)
- 2006: The Contract
- 2007: Criminal Minds (Fernsehserie, Folgen 2x14, 2x15 The Big Game, Revelations)
- 2008: Iron Man
- 2008: Flash of Genius
- 2008: Eagle Eye – Außer Kontrolle (Eagle Eye)
- 2008: Sieben Leben (Seven Pounds)
- 2009: Castle (Fernsehserie, Folge 1x05 A Chill Goes Through Her Veins)
- 2011: The Rum Diary
- 2012: Ted
- 2014: The November Man
- 2014–2016: The Last Ship (Fernsehserie, 7 Folgen)
- 2015: Ted 2
- 2016–2017: Grey’s Anatomy (Fernsehserie)
- 2017: Designated Survivor (Fernsehserie, Folge 1x21)
- 2017: Valley of Bones
- 2017: Bitch

- 2024: Joker: Folie à Deux